# 豊後中村駅
豊後中村駅（ぶんごなかむらえき）は、大分県玖珠郡九重町大字右田にある、九州旅客鉄道（JR九州）久大本線の駅である。
九重町の中心駅であり、九重山や筋湯温泉、飯田高原等への玄関口として知られ、九重"夢"大吊橋の玄関口にもなっている。
特急「ゆふ」が停車する。

## 歴史
- 1928年（昭和3年）10月28日：大湯線野矢駅 - 当駅間開通に伴い、開業[2][3][4][5]。
- 1929年（昭和4年）12月15日：大湯線当駅 - 豊後森駅間が開通[2][3][4][5]。
- 1979年（昭和54年）12月10日：貨物取扱を廃止（小荷物の取り扱いは継続）[8]。
- 1984年（昭和59年）2月1日：荷物扱い廃止[9]。
- 1987年（昭和62年）4月1日：国鉄分割民営化により九州旅客鉄道が継承[10]。
- 2007年（平成19年）：駅敷地がJR九州から九重町に有償譲渡され、駅舎は無償譲渡される[11]。
- 2010年（平成22年）
  - 1月26日：駅舎建替工事開始[11]。
  - 4月1日：簡易委託化[6]（無人駅化[12]）。
  - 6月30日：豊後中村活性化交流センターと併設した新駅舎落成[11][13]。
- 2012年（平成24年）7月21日 - 8月27日：九州北部豪雨の影響により、通常は当駅を通過する特急ゆふいんの森が臨時特急として停車をする[14]。

## 駅構造

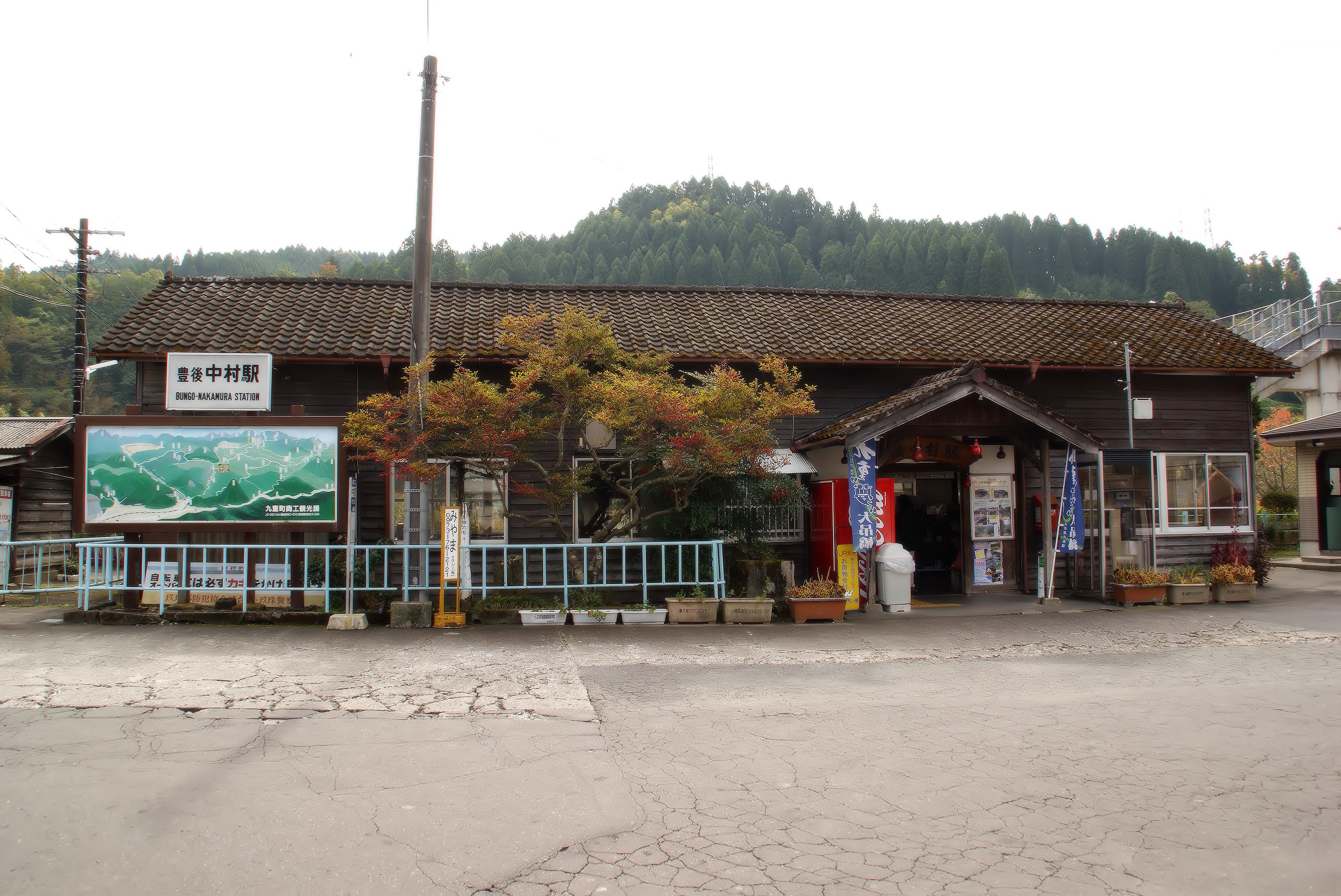
旧駅舎（2008年11月）

相対式ホーム2面2線を有する地上駅。元は単式ホーム1面1線と島式ホーム1面2線の合わせて2面3線を持っていたが、駅舎から最も離れた1線が撤去され2面2線となった。
古くからの木造駅舎があったが、2010年（平成22年）に総工費3,876万円で茅葺き屋根の木造平屋建て（延床面積132 m2）の新駅舎に建て替えられた。茅葺きの駅舎は全国で2例目。
駅舎には当初より水洗トイレ・事務室・多目的ホールのほか、厨房が設けられている。2011年（平成23年）4月23日には、駅舎内に地元の食材を使った郷土料理を供する食堂が開業したが、2013年（平成25年）3月に閉店した。
その後、2013年（平成25年）9月に、九重町観光協会の事務所が九重町役場から移転した。

2010年4月1日より九重町に業務が委託され、簡易委託駅となり、きっぷうりばが設置されている。

### のりば
| のりば | 路線      | 方向 | 行先            |
| ------ | --------- | ---- | --------------- |
| 1      | ■久大本線 | 下り | 由布院･大分方面 |
| 2      | ■久大本線 | 上り | 日田･久留米方面 |

## 利用状況
1965年（昭和40年）度には乗車人員が371,153人（定期外:164,439人、定期:206,714人）、降車人員が378,904人で、手荷物（発送:582個、到着:694個）や小荷物（発送:1,598個、到着:6,808個）も取扱っていた。
2015年（平成27年）度の乗車人員は28,340人（定期外:6,655人、定期:21,685人）、降車人員は30,872人である。
※1日平均乗車人員の数値は各年度版「大分県統計年鑑」による年間乗車人員の値を各年度の日数で割った値。
| 年度               | 年間 乗車人員 | 定期外 乗車人員 | 定期 乗車人員 | 一日平均 乗車人員* | 年間 降車人員 | 出典              |
| ------------------ | ------------- | --------------- | ------------- | ------------------ | ------------- | ----------------- |
| 1965年（昭和40年） | 371,153       | 164,439         | 206,714       | -                  | 378,904       | [ 20 ]            |
| -                  | -             | -               | -             | -                  | -             | -                 |
| 1990年（平成2年）  | 95,045        | 41,158          | 53,887        | -                  | 95,571        | [ 22 ]            |
| 1991年（平成3年）  | 94,997        | 42,695          | 52,302        | -                  | 98,485        | [ 23 ]            |
| 1992年（平成4年）  | 86,666        | 37,967          | 48,699        | -                  | 87,913        | [ 24 ]            |
| 1993年（平成5年）  | 79,306        | 30,992          | 48,314        | -                  | 80,727        | [ 25 ]            |
| 1994年（平成6年）  | 79,561        | 32,241          | 47,320        | -                  | 80,388        | [ 26 ]            |
| 1995年（平成7年）  | 76,647        | 29,126          | 47,521        | -                  | 79,205        | [ 27 ]            |
| 1996年（平成8年）  | 69,671        | 26,516          | 43,155        | -                  | 71,419        | [ 28 ]            |
| 1997年（平成9年）  | 61,940        | 22,968          | 38,972        | -                  | 65,053        | [ 29 ]            |
| 1998年（平成10年） | 57,681        | 21,030          | 36,651        | -                  | 59,847        | [ 30 ]            |
| 1999年（平成11年） | 55,642        | 18,822          | 36,820        | -                  | 57,942        | [ 31 ]            |
| 2000年（平成12年） | 52,979        | 17,500          | 35,479        | 145                | 54,884        | [ 32 ]            |
| 2001年（平成13年） | 47,672        | 17,383          | 30,289        | 131                | 49,691        | [ 33 ]            |
| 2002年（平成14年） | 54,167        | 16,605          | 37,562        | 148                | 46,075        | [ 34 ]            |
| 2003年（平成15年） | 43,253        | 15,158          | 28,095        | 119                | 44,691        | [ 35 ]            |
| 2004年（平成16年） | 43,773        | 14,458          | 29,315        | 120                | 44,730        | [ 36 ]            |
| 2005年（平成17年） | 44,218        | 11,794          | 32,424        | 121                | 45,782        | [ 37 ]            |
| 2006年（平成18年） | 39,424        | 11,137          | 28,287        | 108                | 40,444        | [ 38 ]            |
| 2007年（平成19年） | 40,569        | 11,840          | 28,729        | 111                | 41,561        | [ 39 ]            |
| 2008年（平成20年） | 38,373        | 11,645          | 26,728        | 105                | 39,882        | [ 40 ]            |
| 2009年（平成21年） | 34,349        | 9,983           | 24,366        | 94                 | 35,712        | [ 41 ] [ 注釈 1 ] |
| 2010年（平成22年） | 31,408        | 8,313           | 23,095        | 86                 | 34,313        | [ 43 ] [ 注釈 1 ] |
| 2011年（平成23年） | 30,379        | 7,992           | 22,387        | 83                 | 31,923        | [ 44 ] [ 注釈 1 ] |
| 2012年（平成24年） | 25,701        | 6,583           | 19,118        | 70                 | 27,786        | [ 45 ] [ 注釈 1 ] |
| 2013年（平成25年） | 25,814        | 6,726           | 19,088        | 71                 | 27,804        | [ 46 ] [ 注釈 1 ] |
| 2014年（平成26年） | 24,709        | 6,931           | 17,778        | 68                 | 26,665        | [ 47 ] [ 注釈 1 ] |
| 2015年（平成27年） | 28,340        | 6,655           | 21,685        | 77                 | 30,872        | [ 21 ] [ 注釈 1 ] |

- 一日平均乗車人員は年間乗車人員の値を各年度の日数で割った値。

## 駅周辺
- 九重町立野上小学校
- 九重町立緑陽中学校
- 野上郵便局
- 野上幼稚園
- 国道210号
- 大分自動車道九重インターチェンジ
- 大分県道40号飯田高原中村線

## バス路線
- 九重町コミュニティバス

## 隣の駅
九州旅客鉄道（JR九州）
■久大本線
- 特急「ゆふ」停車駅

引治駅 - 豊後中村駅 - 野矢駅